# هانافودا
الهانافودا (花札) هي أوراق اللعب ذات الأصل الياباني التي تستخدم للعب عدد من المباريات. يترجم اسمها إلى «بطاقات الزهرة». كما يشير هذا الاسم أيضا إلى المباريات التي تُلعب بهذه البطاقات.

## التاريخ

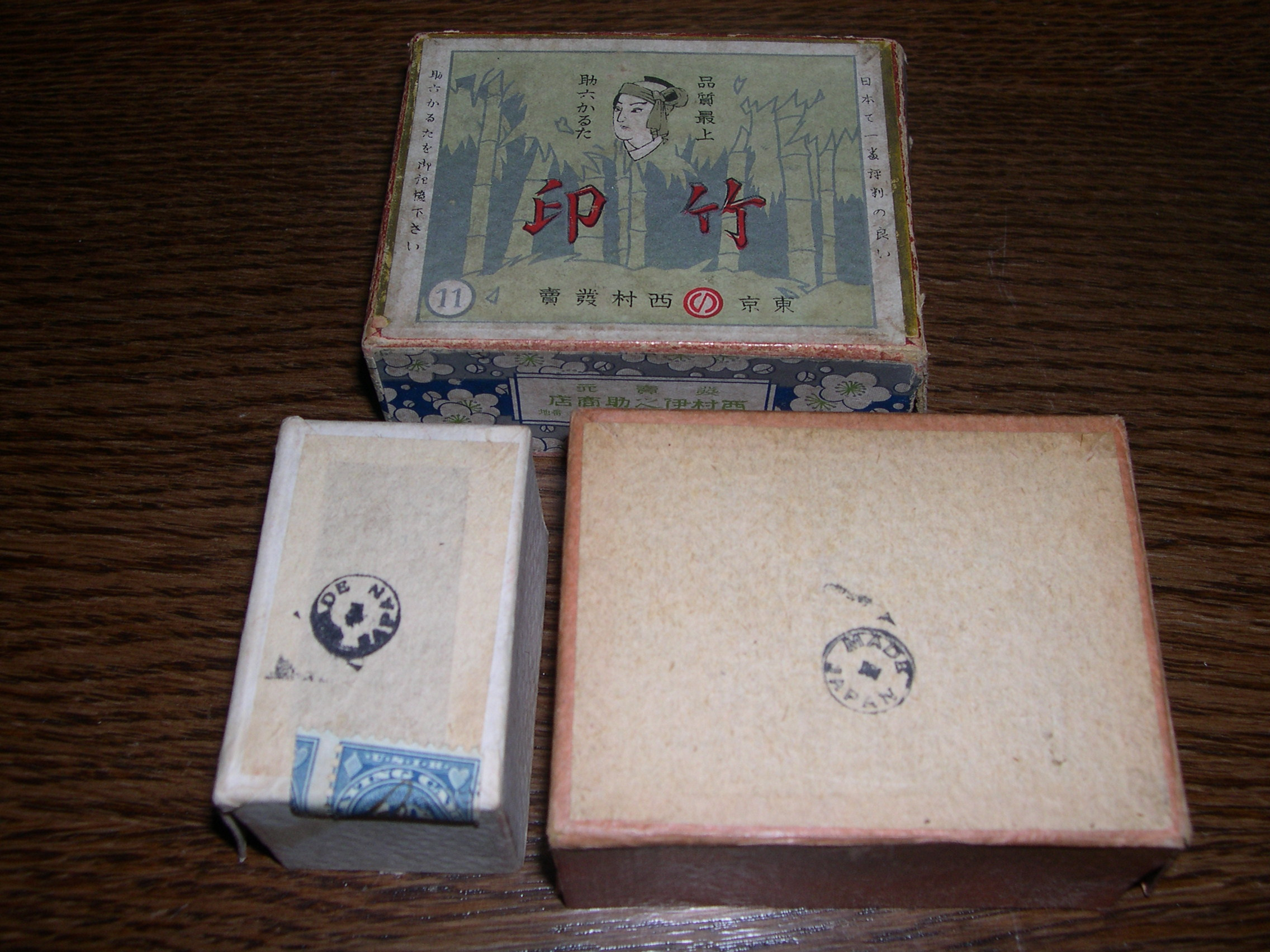
صندوق بطاقات هانافودا يرجع إلى سنة 1930

اكتشف اليابانيون أوراق اللعب بفضل البرتغاليين في القرن السادس عشر. ولم يتوافق مبدأ بطاقات اللعب الكاتالونية المفرط في الحرب مع الفلسفة اليابانية. لذلك بدلاً من استخدام المواضيع التي تدور حول القتال والثروة والحب، قام اليابانيون بوضع بطاقاتهم الخاصة حول موضوع أكثر ثقافة: الزهور. أول وأكثر مصممي بطاقات الهانافودا هي شركة نينتندو. فقد تم إنشاء هذه العلامة التجارية الشهيرة (المعروفة حاليا بـألعاب الفيديو) في عام 1889 من أجل تسويق بطاقات الهانافودا (كانت رائدة في هذا المجال في اليابان وقامت بتصدير هذه الألعاب إلى الولايات المتحدة في ثلاثينيات القرن العشرين).

## البطاقات
| شهر    | زهرة                          | البطاقات | الصور |
| ------ | ----------------------------- | --- | ----- |
| يناير  | 松 Matsu صنوبر                | ورقتان عاديتان (1 نقطة) ورقة شريط الشِّعر (5 نقاط) ورقة مميزة: طائر الكركي والشمس (20 نقطة)                                                                   |       |
| فبراير | 梅 Ume خوخ ياباني             | ورقتان عاديتان (1 نقطة) ورقة شريط الشِّعر (5 نقاط) ورقة مميزة: طائر المغرد فوق شجرة (20 نقطة)                                                                 |       |
| مارس   | ساكورا Sakura 桜              | ورقتان عاديتان (1 نقطة) ورقة شريط الشِّعر (5 نقاط) ورقة مميزة: ستارة (20 نقطة)                                                                                |       |
| أبريل  | وستارية Fuji 藤               | ورقتان عاديتان (1 نقطة) ورقة شريط أحمر (5 نقاط) ورقة مميزة: وقوانية (20 نقطة)                                                                               |       |
| مايو   | سوسنAyame 菖蒲                | ورقتان عاديتان (1 نقطة) ورقة شريط أحمر (5 نقاط) ورقة مميزة: سوسن (20 نقطة)                                                                                  |       |
| يونيو  | عود الصليب Botan 牡丹         | ورقتان عاديتان (1 نقطة) ورقة شريط أرجواني (5 نقاط) ورقة مميزة: فراشات (20 نقطة)                                                                             |       |
| July   | ليسبيديزا Hagi 萩             | ورقتان عاديتان (1 نقطة) ورقة شريط أحمر (5 نقاط) ورقة مميزة: خنزير بري (20 نقطة)                                                                             |       |
| أغسطس  | Miscanthus sinensis Susuki 薄 | ورقتان عاديتان (1 نقطة) ورقتان مميزتان:إوز يطير (10 نقطة)، بدر في سماء حمراء (20 نقطة)                                                                      |       |
| سبتمبر | أقحوان Kiku 菊                | ورقتان عاديتان (1 نقطة) ورقة شريط أرجواني (5 نقاط) ورقة مميزة: كأس الساكي الشِّعري (20 نقطة)                                                                  |       |
| أكتوبر | قيقب Momiji 紅葉              | ورقتان عاديتان (1 نقطة) ورقة شريط أرجواني (5 نقاط) ورقة مميزة: أيل ونبات القيقب (20 نقطة)                                                                   |       |
| نوفمبر | صفصاف Yanagi 柳               | ورقة شريط أحمر (5 نقاط) ثلاث أوراق مميزة: البرق (1 نقطة)، طائر السنونو (10 نقطة). أونو نو ميتشيكازي (Ono no Michikaze) "رجل المطر" مع مظلة وضفدع (20 نقطة). |       |
| ديسمبر | بولفينية Kiri 桐              | ثلاث أوراق عادية (1 نقطة) ورقة مميزة: طائر الفنغهوانغ الصيني (20 نقطة)                                                                                      |       |